# Chris Horner
Christopher Lee „Chris“ Horner (* 23. října 1971) je americký profesionální silniční cyklista. Aktuálně jezdí za tým Lupus Racing Team. Jako profesionál začal jezdit v roce 1997 za tým Française des Jeux. V roce 2013 vyhrál etapový závod Vuelta a España a stal se tak nejstarším vítězem tohoto závodu.

## Celkové pořadí naGrand Tour
| Závod Grand Tour | 2005 | 2006 | 2007 | 2008 | 2009 | 2010 | 2011 | 2012 | 2013 |
| ---------------- | ---- | ---- | ---- | ---- | ---- | ---- | ---- | ---- | ---- |
| Giro d'Italia    | -    | -    | -    | -    | Ned. | -    | -    | -    | -    |
| Tour de France   | 33   | 61   | 14   | -    | -    | 9    | Ned. | 13   | -    |
| Vuelta a España  | -    | 20   | 36   | -    | Ned  | -    | -    | -    | 1.   |